# اندیس سیبزار
سیبزار یک اندیس فلزی است که در حوالی شهر ازبک کوه استان خراسان قرار دارد و مادهٔ معدنی موجود در آن، سرب و روی است.سنگ میزبان این اندیس دولومیت سیبزار است و دیرینگی آن به دوران دونین می‌رسد. 